# François Jacques Walsh de Serrant
Pour les articles homonymes, voir Walsh.
Pour les autres membres de la famille, voir Famille Walsh de Serrant.
François-Jacques Walsh de Serrant, né le 31 mars 1704 à Saint-Malo, mort le 20 août 1782 à Saint-Georges-sur-Loire, est un armateur français d'origine irlandaise, établi à Cadix en Espagne, puis à Nantes, où il est associé aux affaires de son frère Antoine. Il est fait 1er comte de Serrant par lettres patentes du roi Louis XV en 1754.
Il est à l'origine de la branche des « Walsh de Serrant ».

## Biographie

### Origines et famille
François-Jacques Walsh est le fils de Phillip Walsh (1666-1708), de la famille "Walsh de Ballynacooly" dans le comté de Kilkenny en Irlande, émigré en France à la suite des Stuart après la capitulation de Limerick.

Phillip Walsh s'établit à Saint-Malo vers 1685, y pratiqua la navigation et s'affirma comme l'un des bons capitaines corsaires de sa génération. Il commande des corsaires armés pour pratiquer la "petite course" dans les eaux des îles britanniques. Il épouse Anne White (1675-1727).
François-Jacques est leur septième enfant. Parmi ses frères, on doit citer les noms de Patrice Marc (1701-1790), armateur à Morlaix, et surtout d'Antoine (1703-1763), un des plus grands armateurs négriers de Nantes au milieu du XVIIIe siècle, fondateur de la Société d'Angola.

### Carrière
François-Jacques s'établit d'abord à Cadix où il est député de France. En 1743, il y épouse Mary Harper, elle aussi d'origine irlandaise ; de ce mariage, naîtront 10 enfants.
Il revient ensuite en France et s'établit à Nantes, où se trouve déjà son frère Antoine. Il est aussi associé à un Malouin, Etienne Meslé de Grand-Clos.

### Le seigneur de Serrant
En 1750, à l'occasion de l'anniversaire de François-Jacques, Antoine lui fait cadeau de la seigneurie de Serrant, situé à Saint-Georges-sur-Loire, achetée 840 000 livres à Madeleine-Diane Bautru de Vaubrun, duchesse d’Estrées. 
François-Jacques fait faire des travaux de décoration intérieure du château et crée un parc à l'anglaise. Les armoiries de la famille Walsh, « un cygne navré », c’est-à-dire percé d’une flèche, figurent encore sur la façade du château, et de nombreux portraits et souvenirs y sont encore. 
En 1755, la seigneurie de Serrant est érigée en comté par lettre patente de Louis XV.

## Postérité
1. Son fils aîné, Antoine-Joseph-Philippe Walsh de Serrant (1745-1817), lieutenant-général des armées du roi, se marie en premières noces avec Renée de Choiseul-Beaupré (1742-avant 1795), ils auront cinq enfants. Puis, en 1795, avec Louise Rigaud de Vaudreuil (née en 1770-après 1817) : ils auront quatre enfants, dont Théobald (1796-1836), Louis/Ludovic (1797-1842), et Valentine-Eugénie-Joséphine Walsh de Serrant (1810-1887), duchesse de Thouars et de La Trémoïlle, princesse de Tarente[6].
2. Charles-Edouard Walsh de Serrant (1746-1820), chevalier, sous-lieutenant au régiment irlandais Walsh (1767), lieutenant-général au régiment irlandais Walsh (1774), lieutenant-colonel du 5e régiment de la brigade Irlandaise (au service de Georges III), chevalier de Saint Louis (19 août 1781), maire de Bouillé-Ménard (1808-1815), il épouse Julie-Félicité Pasqué de Lugé (1756-1825), qui lui fera cinq enfants.
3. Marie-Joséphine-Dorothée Walsh de Serrant (1748-1786)[7] épouse en  1765[4] un fils d'Antoine Walsh (1703-1763), son cousin Antoine Jean-Baptiste[8], dit "Milord" (1745-1798), héritier de la Société d'Angola et grand armateur du port de Nantes. Ils auront neuf enfants et s'installent à Saint-Domingue, à Limonade et Ouanaminthe, au nord-ouest de l'île, où ils possèdent les plantations de la Poterie et Thiverny. Antoine Jean-Baptiste devra s'exiler pendant la Révolution française et meurt le 26 avril 1798 à Kingston à la Jamaïque[9]. L'aîné de leurs fils, - Jean-Baptiste-François dit "Théobald" Walsh (1768-1792), est aussi installé à Saint-Domingue, à Torbeck, également au sud de l'île. Pendant la Révolution, il est membre du club Massiac, groupe de planteurs blancs opposés à l'application des droits de l'Homme dans les colonies. À la suite de la grande révolte des esclaves de 1791, il embarque à Nantes le 8 janvier 1792 vers Léogâne. Le 6 août 1792, il est tué au combat dans une colonne formée dans le but de mater la rébellion dans la région de Platons. Un fils puîné est - Joseph-Alexis Walsh (1782-1860).
4. Anne Walsh de Serrant (1753-1822), épousera Alexis de Barnabé de La Boulaye, puis Paul de Scépeaux, maréchal de camps et des armées du Roi, chevalier de Saint-Louis. Ils n'eurent pas d'enfant.
5. Sophie Walsh de Serrant  (1757-1796), épouse de Thomas Arthur Southwell, vicomte et pair d'Irlande. Ils eurent cinq enfants.
6. Françoise Walsh de Serrant (1758-1793), marquise Charles de Choiseul-Beaupré. Ils eurent huit enfants.
7. Marie-Angélique Walsh de Serrant (1761-1779)
8. Philippe-François-Joseph Walsh de Serrant (1763-1852), vicomte, capitaine d'Infanterie (1778), major en second (1er mai 1788), lieutenant-colonel (octobre 1790), chevalier de Saint-Louis (2 février 1791), maréchal de camp (10 octobre 1792), lieutenant-colonel (1er janvier 1800), maréchal de camp (1er octobre 1808). Il épouse Isidore Félicité Lottin de Largerie, fille d'Antoine-Isidore Lottin de Largerie et de Marguerite-Félicité Bourguignon de Saint-Paul, Le couple a eu trois enfants. Philippe a les honneurs de la Cour le 30 mars 1785 grâce à l'influence de son frère Antoine.

D'où postérité de tous ses enfants, sauf Anne et Marie-Angélique.